# NGC 525
NGC 525 è una galassia lenticolare situata nella costellazione dei Pesci a una distanza di circa 97 milioni di anni luce dal Sistema solare.

## Scoperta
La galassia NGC 525 è stata scoperta il 25 settembre 1862 dall'astronomo tedesco Heinrich d'Arrest.

## Gruppo di NGC 470
NGC 525 fa parte del Gruppo di NGC 470, un raggruppamento che comprende almeno 13 galassie tra cui NGC 470, NGC 474, NGC 485, NGC 488, NGC 489, NGC 502, NGC 516, NGC 518, NGC 520, NGC 522, NGC 524, NGC 525 e NGC 532.
A queste vanno aggiunte altre 4 galassie luminose nel dominio dei raggi X:
NGC 509, IC 101, IC 114 e CGCG 411-0458 (PGC 4994), dal momento che esse si trovano nella stessa regione della sfera celeste e a distanze similari a quelle del gruppo in oggetto.